# Watchdog
En watchdog eller vakthund är en elektronisk funktion i en dator, oftast en mikrokontroller, som vaktar mot baklås och oavsedda oändliga slingor. Skulle processorn hamna i ett sådant tillstånd kan vakthunden under vissa förutsättningar utföra en reset eller initiera ett avbrott som kan få processorn att arbeta korrekt igen.
Vakthunden är oftast utförd som en timer som när den räknat färdigt utför den återställande manövern. En eller flera delar av programmet i datorn har till uppgift att i normal drift återställa vakthunden till utgångsläget innan detta inträffar. De feltillstånd som kan åtgärdas är alltså sådana som leder till att återställningen av vakthunden inte sker. Hur väl vakthunden fungerar avgörs av hur väl programmet är utformat. Samtidigt är det, paradoxalt nog, i allmänhet svagheter i programmets utformning som vakthunden skall skydda emot.